# 熊害

ヒュー・グラスがハイイログマに襲撃される様子。

熊害（ゆうがい）は、クマ科の哺乳類による獣害。一般的にはクマによる人間やその飼育動物、農産物などに対する被害および交通機関との衝突などを指す。

## ヒトとの関係史
Paul WardとSuzanne Kynastonによって記されたWild Bears of the Worldsによると、人類とクマの関係は20万年前から75,000年前のネアンデルタール人とホラアナグマの関係性までさかのぼることができる。
クマは知能が高く、人間あるいはその生活範囲に餌が多いと学習すると習慣的に人里を襲撃するようになるとされる。

## 種とその攻撃性

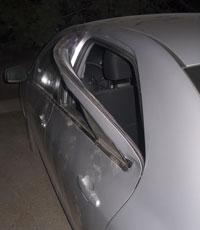
ヨセミテ渓谷にてアメリカグマが車のドアに攻撃した痕跡。

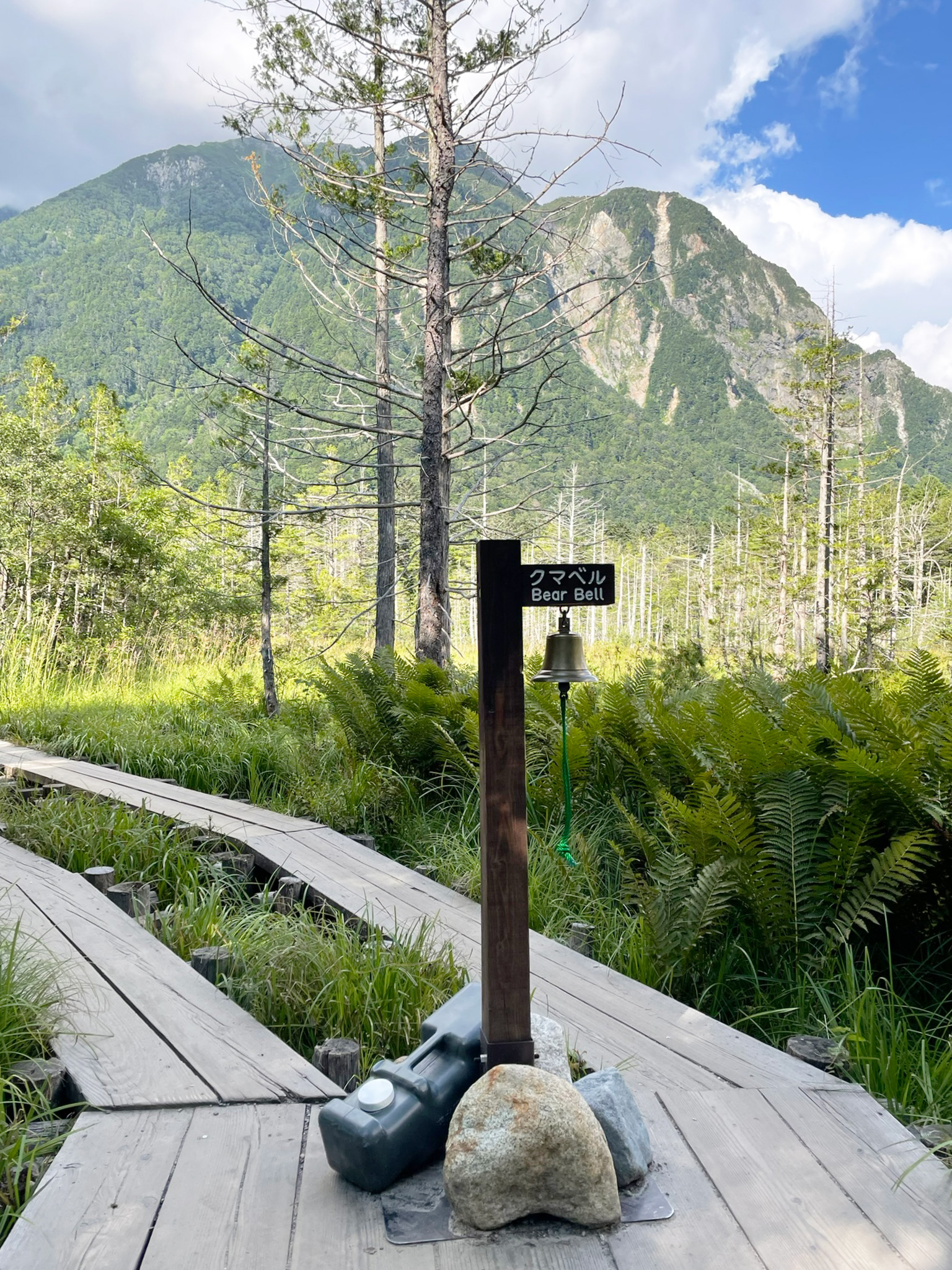
上高地の遊歩道に設置されたクマベル。野生のツキノワグマに人間の存在を知らせ、不意の遭遇を回避するための鈴。

### ツキノワグマ
普段は大人しく注意深い動物である一方で、ツキノワグマはユーラシア大陸のヒグマより人間に対して攻撃的だとされる。准将のR.G. Burtonは以下のように述べている。
ヒマラヤツキノワグマは獰猛な生き物で、時に怒りもなく攻撃し、そして大きな傷を負わせ、主に爪で頭部や顔を攻撃している間に、倒れ伏した被害者に牙を向いている。バラバラになってしまった人々を見ることは珍しくもなく、中には頭皮が頭から剥がされる者もおり、多くのスポーツマンがこれらのクマによって殺されている。—A Book of Man Eaters, Chapter XVII Bears

### ナマケグマ
インドとミャンマーの地域によってはナマケグマはその予測不可能な気質のため、トラよりも恐れられている。ナマケグマは主に夜間に発生する人間との遭遇で驚いた際に、自分を守ろうとする。この場合通常は四つん這いになって身を低くして、爪と牙で相手を攻撃する。

### ヒグマ
2019年のGiulia Bombieriの研究によると、ハイイログマによる人間への獣害事件は増えている。全世界で2000年から2015年にかけて664件が発生し、うち183件が北アメリカ、291件がヨーロッパ、190件がアジアで発生している。このうち95件にあたる14.3％は人間にとって致命的なものとなっている。

### ホッキョクグマ
地球温暖化の影響を受けて生息域である北極の氷が溶けてしまうため、陸上での行動時間が長くなっていることが指摘されている。森林生物学者James Wilderたちの調査では、1870年から2014年にかけてカナダ、グリーンランド、ノルウェー、ロシア、アメリカの5か国で発生した73の事故について調査しており、この中では20名が死亡、63名が負傷した。

## 各国の被害と状況

### アジア

#### インド
インドには森林部にツキノワグマ、草原や亜高山帯の森林にヒマラヤヒグマ、熱帯雨林にマレーグマ、そして森林や、草地、低木地にナマケグマが分布している。マディヤ・プラデーシュ州ではナマケグマによって1989年から1994年にかけて48名が死亡し686名が負傷した。これは食糧確保のための争いと人口密度が原因と推測されている。マイソールの人喰い熊と呼ばれる個体はケネス・アンダーソンに射殺されるまで12名を殺害、20名を負傷させた。

#### インドネシア

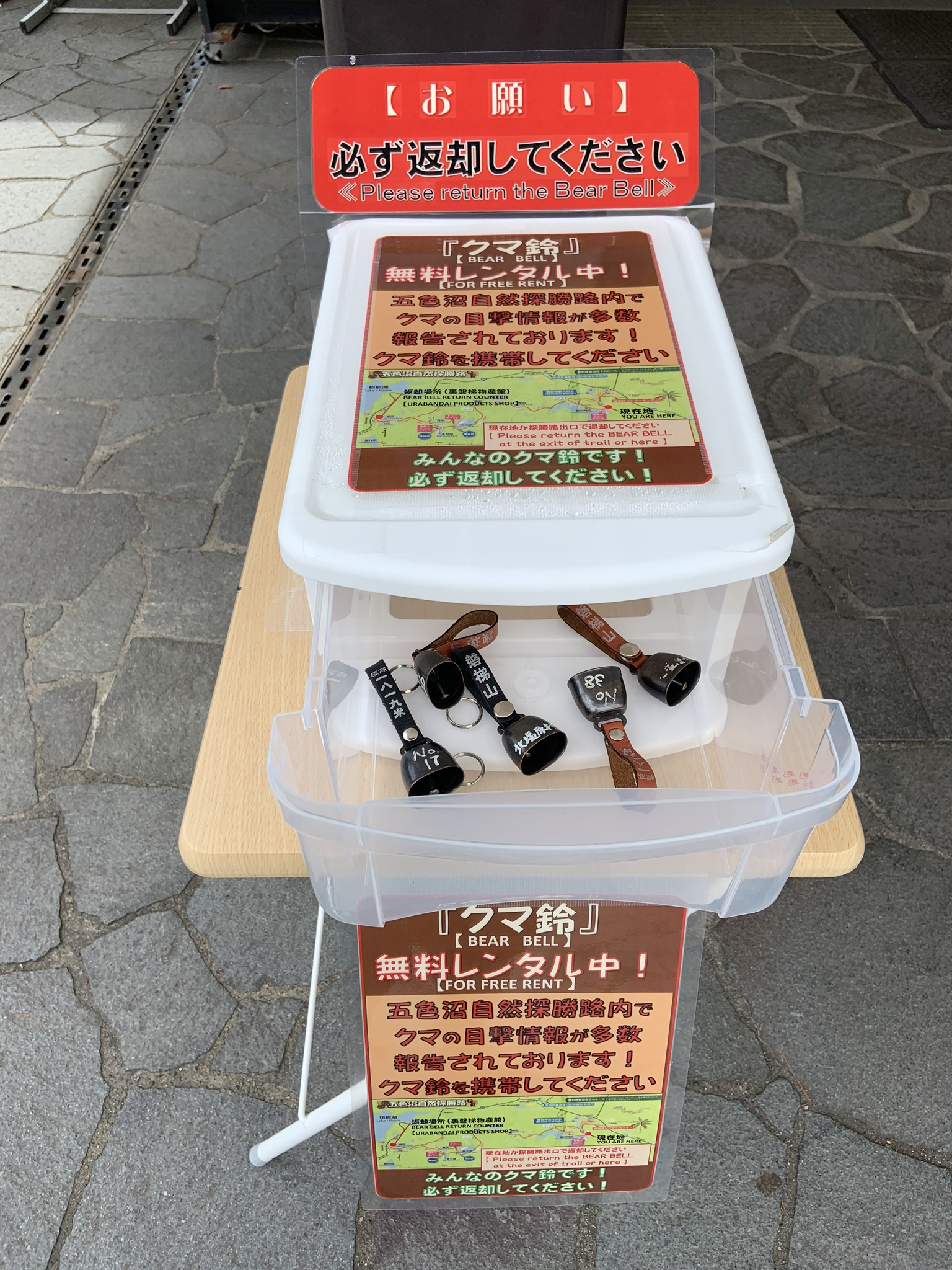
福島県の裏磐梯ビジターセンターにて観光客向けに貸し出されているクマよけの鈴。

インドネシアではマレーグマが森林破壊による生息地の減少で数が減っているが、一方で死傷者が出る事故も発生している。2009年にはジャンビ州で1名が重傷、2015年には南スマトラ州で1名が死亡、2017年10月には1名死亡、1名重傷となっている。

#### 日本
日本国内では北海道にエゾヒグマ、本州と四国にニホンツキノワグマが生息している。日本においてクマはシカとイノシシに次いで獣害の被害を出している動物に挙げられる。経済被害に関しては農業、林業、畜産業に影響が及んでいる。ツキノワグマは造林の樹皮を剥がすことがある。これはクマハギという呼称で知られ、積雪地帯で5月から8月に見られる。これが行われると、被害を受けた木材の市場価値が低下する。秋田県では2020年に畜産農家で仔牛が2頭捕食された他、飼料が食べられるといった被害が多発した。
天然林の減少と造林の拡大に伴い、人的損害も発生している。環境省の調査によると、死傷者の出る事故が発生するのはおよそ7割が山菜採りやキノコ狩りに入山した際だとされている。負傷者数は年間20人程度だったものが2000年代に入ってから増加し、大量出没があったとされる2004年と2006年では145名の負傷者が発生している。死者は1980年から2006年まででヒグマによるものが6名、ツキノワグマによるものが22名となっている。
1869年に蝦夷地に開拓使が設置されて、開発が進められるようになった。北海道野生動物研究所所長で日本熊森協会顧問の門崎允昭は札幌の開拓は白石、苗穂、手稲、篠路地区で先行して行われたことから、ヒグマの被害も他の地域に先行して発生したと述べ、以下の事例を証拠として挙げている。一方で例外として門崎は、1878年に発生した札幌丘珠事件と、後に手稲区で1886年4月に発生した馬6頭と牛1頭の食害に触れている。
| 日付             | 地域             | 死者 | 負傷者 |
| ---------------- | ---------------- | ---- | ------ |
| 1880年10月13日   | 後の白石区       | 1名  | 1名    |
| 1881年8月6日     | 後の白石区       | 不明 | 不明   |
| 1896年9月2日-3日 | 後の白石区       | 1名  | 1名    |
| 1901年           | 後の北区         | 0名  | 1名    |
| 1925年4月3日     | 豊滝地区滝ノ沢川 | 0名  | 2名    |
| 1925年6月10日    | 定山渓の二番通り | 1名  | 0名    |
| 1928年12月12日   | 滝ノ沢           | 0名  | 1名    |
| 1934年秋         | 簾舞             | 0名  | 2名    |
| 1939年秋         | （記載なし）     | 1名  | 0名    |

日本で最も深刻な被害が発生したのは1915年に北海道にて発生した三毛別羆事件で、開拓期にエゾヒグマによって7名の死者が出た。門崎はヒグマが人を恐れずに町や市街地に出没するようになったのは、里山での銃殺を止めて罠での捕獲に切り替えた結果、ヒグマが殺されないことを学習したことが原因だと述べている。

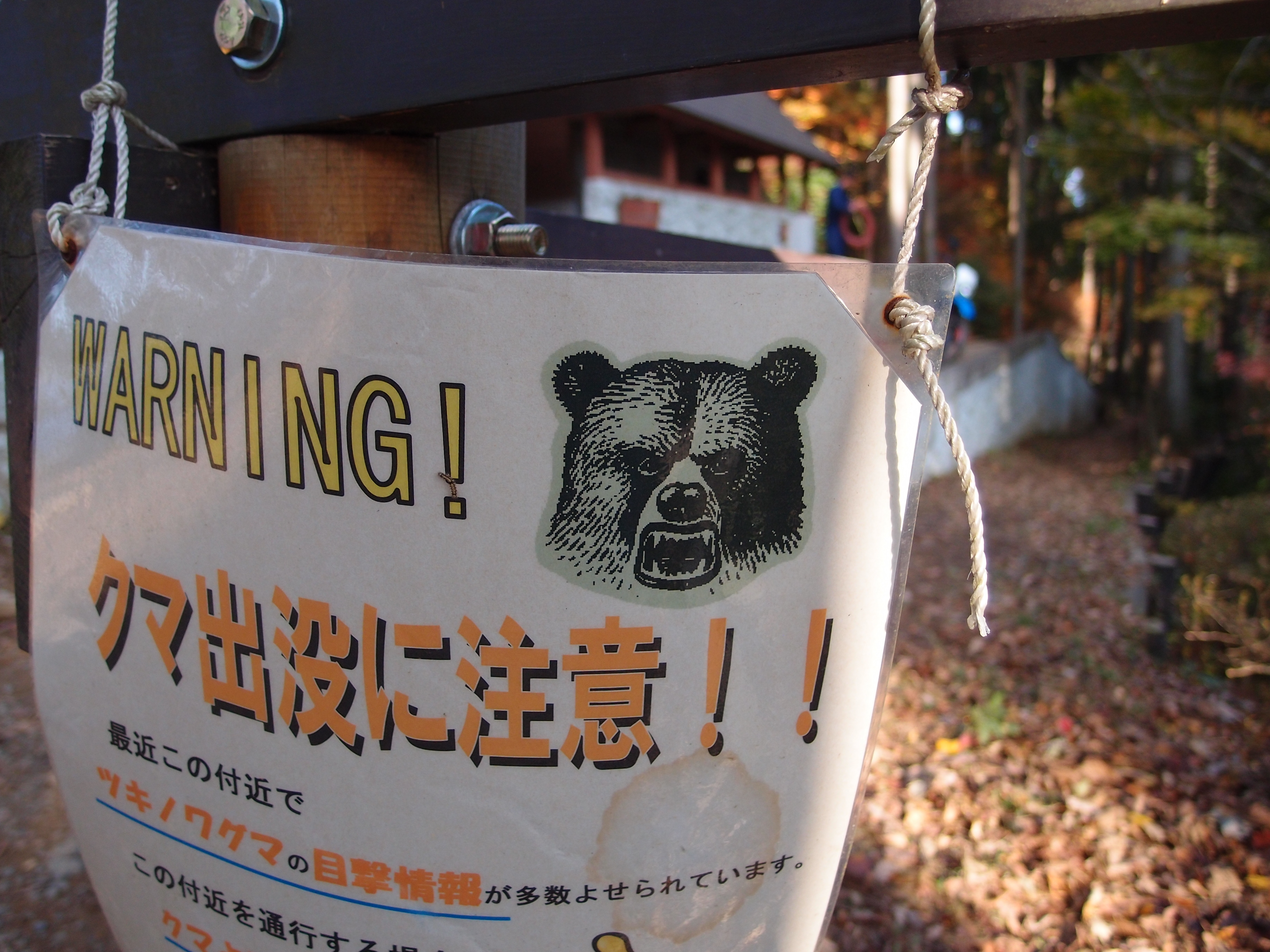
熊害注意を促す掲示。東京都の日の出山にて撮影。

東京都の奥多摩では造林木や家畜への食害、人身事故などが発生している。茨城県自然博物館主任学芸員の山﨑晃司は大部分の事故は林の手入れやクマよけの電気牧柵の設置で防げるが、過疎化と高齢化が課題となっている奥多摩での実施が難しいと述べている。クマの生活範囲は主に奥多摩湖の北側から埼玉県や山梨県の都県境だとしているが、集落周辺に動き回るだけでなく留まるクマが出てきたことを指摘している。山﨑はこれについて、秩父の宿泊施設付近に2年程度居付いて3倍もの体重となった子グマが厨房の食糧を平らげて射殺されたケースを挙げている。
富山県はクマによる人間への危害を減らすためにクリやカキの実を撤去する作業を行った結果、2020年9月から11月19日までの負傷者は1名に減少した。

### ヨーロッパ

#### ノルウェー
2011年8月5日、ノルウェーのスヴァールバル諸島にホッキョクグマが出没し、1名が死亡、2名が重傷を負う事故が発生した。

#### フランス
フランスではピレネー山脈のスロベニアの熊の導入以来、畜産農家は家畜の群れに対する被害を訴え続けている。アリエージュ県では2017年から2019年にかけてクマによる被害が増加している。この記録にはパニックが原因となる落下死も含まれている。犠牲となる家畜は主にヒツジである。アリエージュ県では熊害によって2015年には259頭、2018年には655頭、2019年1月1日から10月10日まででは1,140頭のヒツジが死亡した。

## 被害の例
- 札幌丘珠事件 - 1878年、北海道で発生
- 三毛別羆事件 - 1915年、北海道で発生
- 石狩沼田幌新事件 - 1923年、北海道で発生
- 福岡大学ワンダーフォーゲル部ヒグマ事件 - 1970年、北海道で発生
- 風不死岳事件 - 1976年、北海道で発生
- 星野道夫ヒグマ襲撃事件 - 1996年、ロシアで発生
- ティモシー・トレッドウェル事件 - 2003年、アメリカ・アラスカ州で発生
- 乗鞍岳クマ襲撃事件 - 2009年、岐阜・長野県境で発生。
- 秋田八幡平クマ牧場事件 - 2012年、秋田県内の動物園施設内で発生
- 十和利山熊襲撃事件 - 2016年、秋田県で発生
- 恵須取人喰い熊事件[33] - 1929年、北海道で発生
- 天理教布教師熊害事件[33] - 1931年、北海道で発生
- 多蘭泊人喰い熊事件[34] - 1910年、カラフトで発生
- 温根別仔連れ人喰い熊事件[35] - 1928年、北海道で発生
- 朱鞠内湖ヒグマ死亡事故[36][37] - 2023年、北海道で発生
- OSO18 - 2019年から2023年にかけて、北海道で発生（家畜襲撃）
- 大千軒岳ヒグマ襲撃事件 - 2023年、北海道で発生

## 対策
- 熊狩り（英語版）

春グマ駆除制度
1966年に、北海道庁は春グマ駆除制度を設けて、熊の駆除を奨励した。初春（3月から5月）の森の見通しがよく、残雪で足跡が見つけやすい期間に効率よく捕獲できた。しかし、1990年3月に個体数が減りすぎたことから廃止された。そして同年4月からヒグマ対策事務取扱方針によって、必要最小限の駆除にとどめる方針となった。